# Коррупционный скандал в Карибском футбольном союзе

Карта стран-членов Карибского Футбольного Союза (оранжевый) и членов КОНКАКАФ (светло-коричневый)

Коррупционный скандал в Карибском футбольном союзе возник в связи с обвинениями во взяточничестве, целью которого было получить голоса национальных футбольных ассоциаций Карибского футбольного союза на выборах президента ФИФА в 2011 году.
Дача взятки произошла 20 мая 2011 года на заседании Карибского футбольного союза (далее сокращённо — КФС), которое состоялось в городе Порт-оф-Спейн (Тринидад и Тобаго). Встреча была организована таким образом, чтобы президент Азиатской футбольной конфедерации, Мохаммед бин Хаммам, мог предпринять попытку убедить представителей КФС голосовать за него на предстоящих президентских выборах ФИФА. Так как это была встреча Карибского футбольного союза, то на ней не присутствовали члены КОНКАКАФ из Центральной (ЮНКАФ) и Северной Америки (НАФЮ).
Вице-президент Багамской футбольной ассоциации, Фред Ланн, утверждал, что во время участия в заседании он получил коричневый конверт, содержавший 40 000 долларов США, в обмен на который он должен был голосовать за бин Хаммама. В ходе последующих расследований выяснилось, что президент КОНКАКАФ Джек Уорнер и различные чиновники КФС также были причастны к даче взятки. Ни Уорнер, ни Бин Хаммам не признали себя виновными.
В результате инцидента было допрошено более 30 чиновников национальных футбольных ассоциаций, бин Хаммам был дисквалифицирован, а Уорнер ушёл в отставку, кроме них, было дисквалифицировано более 30 вице-президентов и сотрудников КФС.

## Предпосылки

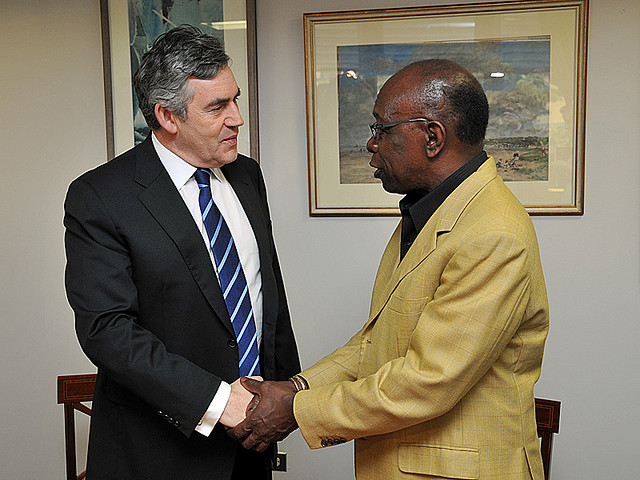
Джек Уорнер (справа) — президент КОНКАКАФ и КФС, один из главных фигурантов скандала на встрече с Гордоном Брауном

В 2011 году ФИФА была подвергнута критике в европейской прессе за ненадлежащее расследование коррупционных обвинений, в том числе президента ФИФА Зеппа Блаттеру. Руководитель Футбольной федерации Нигерии и Западноафриканского футбольного союза, Амос Адаму, и президент Конфедерации футбола Океании и Таитянской федерации футбола, Рейналд Темарии, были отстранены от участия в руководстве футболом за требование выплат в обмен на голос на выборах страны-хозяйки ЧМ-2018 и 2022. Программа BBC «Панорама» показала как различные чиновники ФИФА отказывались отвечать на обвинения. Были также подозрения, что Катар (родина бин Хаммама) выиграл право на проведение ЧМ-2022 путём подкупа должностных лиц ФИФА.
В преддверии выборов президента ФИФА, которые должны были состояться на 61-м конгрессе организации, президент ФИФА Зепп Блаттер и его оппонент Мохаммед бин Хаммам собирались встретиться с делегатами КОНКАКАФ, чтобы убедить их голосовать за себя.
3 мая 2011 года на ежегодном конгрессе КОНКАКАФ в отеле JW Marriott (Майами, США), Зепп Блаттер встретился со всеми членами КФС, наряду с представителями НАФЮ и ЮНКАФ. Однако президент Азиатской футбольной конфедерации и кандидат на пост президента ФИФА, Мохаммед бин Хаммам, заявил, что не сможет присутствовать на заседании.
На съезде Джек Уорнер сохранил пост президента КОНКАКАФ, будучи избранным на четырёхлетний срок шестой раз подряд.
В результате отсутствия бин Хаммама была организована вторая встреча, которая состоялась 10 мая 2011 года в отеле Hyatt Regency (Порт-оф-Спейн, Тринидад и Тобаго). В этот раз Мохаммед бин Хаммам смог присутствовать на собрании, он обратился к членам КФС, многие из которых по совместительству были членами КОНКАКАФ.

## Инцидент
Антон Сили, президент Багамской футбольной ассоциации посещал мероприятие в преддверии 61-го конгресса ФИФА в Цюрихе, Швейцария, из-за этого он не смог присутствовать на встрече в Порт-оф-Спейн, Тринидад.
На встрече присутствовал вице-президент БФА, Фред Ланн, ему был передан коричневый конверт с надписью «Багамы», в нём было $ 40000. Полагая, что это взятка за голос в пользу бин Хаммама, Ланн сообщил об инциденте Сили, который, в свою очередь, доложил об этом генеральному секретарю КОНКАКАФ Чаку Блейзеру. Ланн сфотографировал деньги и конверт перед тем, как вернуть их. Позже он передал журналистам цифровую копию фотографии для публикации.
Багамская газета «The Tribune» похвалила Сили и Лана за отказ от принятия конверта:

Попытка подкупа была оскорблением для всего Карибского бассейна. Те, кто хотел заполучить голос Карибской футбольной федерации, очевидно, считали её членов выходцами из бедных островных государств, которые никогда не видели так много денег, сколько выпало из коричневого конверта, предложенного им. Многие говорили искусителям, что они могут быть бедными, но у них была гордость, они остались непоколебимы, и, хотя они могут больше не увидеть так много денег снова, при таких неблагоприятных условиях они никогда бы не опустились до того, чтобы взять его. как было отмечено, $ 40000 для мелких карибских островов эквивалентны зарплате за несколько лет.

11 мая 2011 года, на следующий день после выдачи чиновникам конвертов, встреча КФС была тайно записана кем-то из членов союза (Уорнер позже утверждал, что это Энджени Канхай, генеральный секретарь КФС). На видео слышно, как Уорнер говорит членам КФС, что бин Хаммам предложил принести «серебряные бляшки, деревянные сувениры, шерстяную ткань и т. д.» в качестве подарка для каждого члена. Уорнер также предложил бин Хаммаму принести наличные деньги.
Уорнер заявил, что сказал бин Хаммаму платить непосредственно КФС, и союз сам распределил бы денежные средства среди своих членов. Уорнер также сообщил членам КФС, что, если они не хотят принять деньги или «смиренно ходят в церковь друзей», они могли бы вернуть их ему и что «наш бизнес — это наш бизнес».

## Расследование
Эрик Лабрадор, президент Федерации футбола Пуэрто-Рико, заявил, что принял деньги, которые получил от должностного лица КФС, а не от бин Хаммама. Лабрадор также заявил, что он запросил письмо от чиновника КФС, дабы показать таможенному отделению Тринидада, что деньги предназначались на развитие футбола в Пуэрто-Рико. Он сообщил об этом инциденте, услышав, что ФИФА не знала об этом.
Генеральный секретарь КОНКАКАФ Чак Блейзер попросил чикагского федерального прокурора США  Джона Коллинза из «Collins and Collins», заняться расследованием событий в отеле «Hyatt Regency».
Допросы должны были состояться в Майами под руководством бывшего директора ФБР Луиса Фри из «Freeh Group». Однако несколько членов КФС отказались давать показания в Майами, и ФИФА согласилась провести допрос на Багамах. Уорнер отказался от допроса: «Я не получал никаких повесток с просьбой поговорить с ними [следователями], и я не планирую это делать.» Уорнер высказал подозрения об американском заговоре, так как Чак Блейзер, Джон Коллинз и Луис Фри были гражданами США: «Я не намерен поддерживать расследование, инициированное американцами, под руководством американцев и попытку провести его на американской земле, так как повестка пришла из Майами.»
Секретарь КФС, 28-летняя тринидадка Энджени Канхай, согласилась дать показания на слушании ФИФА. Она рассказала, что Уорнер подробно проинструктировал её относительно доставки «подарков» в запечатанных конвертах, сказав, что там наличные деньги, предназначенные всем делегатам. Некоторые другие члены КФС отказался это сделать.
Луис Гискус, президент Суринамской футбольной ассоциации также заявил, что ему дали конверт: «Мы подошли к комнате, и нам дали $ 40 000 в коричневом конверте с надписью „Суринам“.» Другие лидеры КФС, в частности с Багам, Бермуд, Каймановых островов, островов Теркс и Кайкос также описали попытки дать им одинаковые суммы денег.
В свою защиту бин Хаммам заявил, что $40 000 предназначались на покрытие дорожных расходов, расходов на проживание и административных расходов. Уорнер и 12 других членов ассоциаций заявили, что никакие деньги не передавались, и что «обвинения полностью ложные».

### Реакция полиции Тринидада
Неправительственная международная организация по борьбе с коррупцией «Transparency International» и политическая партия «Народное национальное движение» (оппоненты Уорнера) призвали полицию Тринидада начать расследование обвинений во взяточничестве. Ожидалось, что делом займётся комиссар полиции Тринидада, Дуэйн Гиббс. Гиббс заявил, что не получал никакой официальной жалобы, соответственно расследовать нечего. Он заявил, что, если бы расследование должно было начаться, оно бы проводилось Отделами таможни и акцизов в соответствии с законом Тринидада, который разрешает вывозить из страны не более $5 000.
Кейт Роули, лидер «Народного национального движения», обвинил Гиббса в пособничестве и «потакании политуправлению».

## Последствия отставки Уорнера

### Борьба за контроль в КОНКАКАФ
| Исполнительный комитет КОНКАКАФ | Исполнительный комитет КОНКАКАФ |
| Должность                       | Имя                             |
| ------------------------------- | ------------------------------- |
| Президент                       | Джек Уорнер (КФС)               |
| Вице-президент                  | Лиль Остин (КФС)                |
| Вице-президент                  | Альфредо Хавит (ЮНКАФ)          |
|                                 | Сунил Гулати (НАФЮ)             |
|                                 | Ариель Альваредо (ЮНКАФ)        |
|                                 | Гильермо Канедо (НАФЮ)          |
|                                 | Гораций Баррелл (КФС)           |

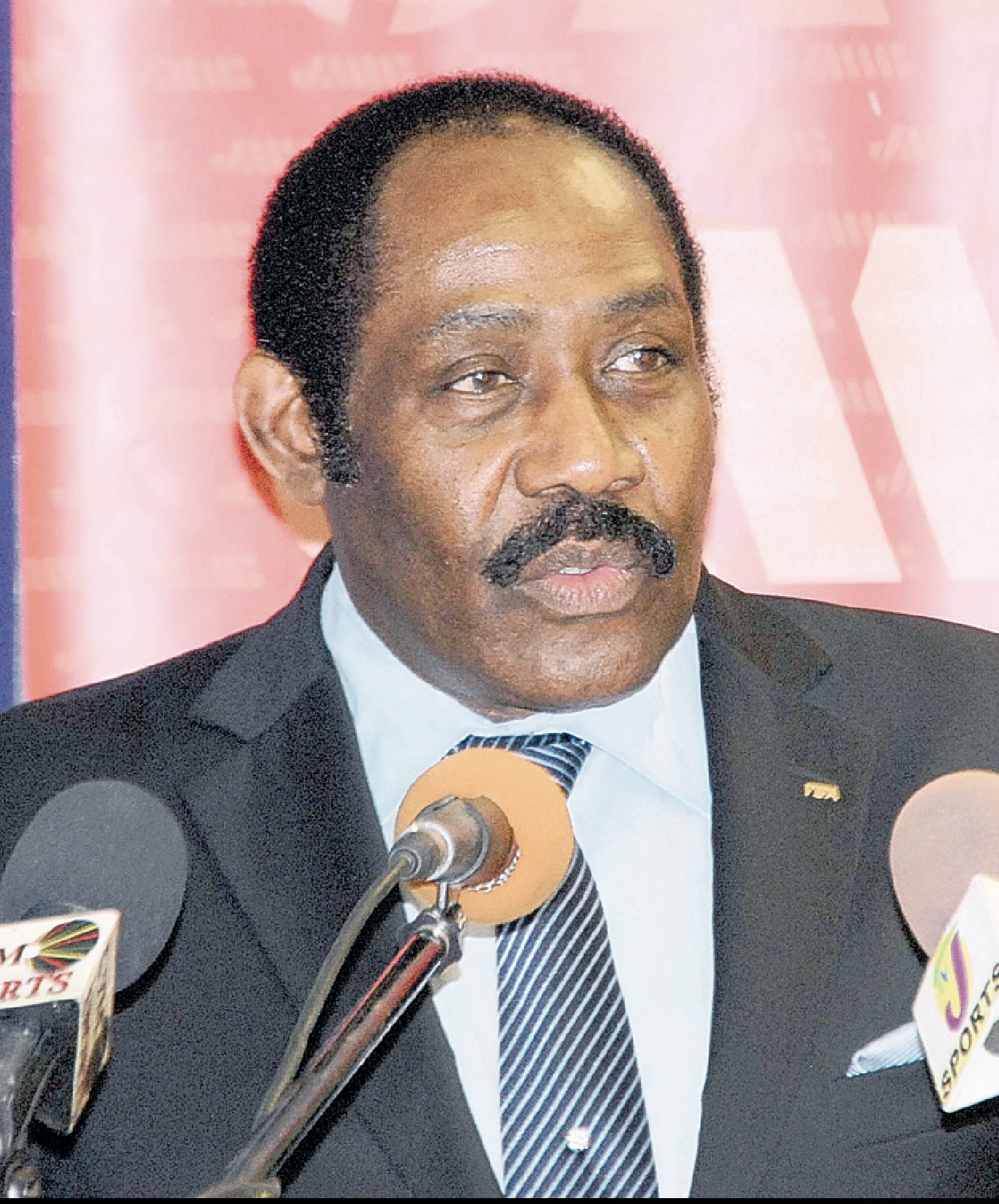
Гораций Баррелл — вице-президент КФС и президент Федерации футбола Ямайки, был дисквалифицирован ФИФА на 6 месяцев

Джек Уорнер ушёл в отставку с поста президента КОНКАКАФ после того, как американский генеральный секретарь КОНКАКАФ Чак Блейзер сообщил об инциденте ФИФА. Это привело к автоматическому назначению 71-летнего барбадосца Лиля Остина на должность исполняющего обязанности президента.
Первым делом Остин попытался уволить Блейзера за то, что он сыграл большую роль в отставке Уорнера. Однако заявление, опубликованное на веб-сайте КОНКАКАФ, гласило о том, что Остин не имеет полномочий увольнять Блейзера. В ответ Остин процитировал статью 29 Устава КОНКАКАФ: «Президент является судебным и внесудебным представителем КОНКАКАФ.»
Так как КОНКАКАФ зарегистрирована на Барбадосе в статусе некоммерческой организации, Остин стремился получить предписание от барбадосского суда, который не дал бы Чаку Блейзеру и исполкому стать де-факто руководителями КОНКАКАФ.
Багамский судья Стивен Айзекс выдал запрет, который требовал от КОНКАКАФ воздерживаться «от вмешательства в работу исполняющего обязанности президента Лиля Остина».
Остин также пытался предотвратить сотрудничество с КОНКАКАФ адвоката Майкла Коллинза, который помогал вести расследование.
За это офис КОНКАКАФ в Нью-Йорке отстранил Остина от обязанностей, ему была запрещена административная футбольная деятельность в регионе КОНКАКАФ. Письмо было подписано Коллинзом, которого Остин пытался отстранить от дела.
Не растерявшись, Остин сделал публичное заявление о том, что КОНКАКАФ гордилась саботированием решения суда. Он жаловался, что его дисквалификация не должна быть признана, так как «присутствие четырёх членов Исполнительного комитета в гостиничном номере мистера Блейзера не является заседанием Исполнительного комитета».
ФИФА отстранила Остина от администрирования футбола на один год за попытку оспорить решение КОНКАКАФ в гражданских судах Барбадоса. На посту президента КОНКАКАФ и КФС Остин пробыл всего четыре дня.
В октябре 2011 года второй самый влиятельный член КФС, вице-президент КФС и президент Федерации футбола Ямайки Гораций Баррелл, был дисквалифицирован ФИФА на шесть месяцев (позже наказание было уменьшено вдвое).
После дисквалификации Баррелла все три карибских члена КОНКАКАФ были также дисквалифицированы в связи со скандалом. Гондурасец Альфредо Хавит был назначен и. о. президента КОНКАКАФ, став первым не карибским президентом КОНКАКАФ с 1990 года.

### Смена других лидеров КФС
В дополнение к отставке Остина и Баррелла другой вице-президент КФС, президент Футбольной ассоциации Гайаны Колин Класс был дисквалифицирован на 26 месяцев.
В связи с дополнительной дисквалификацией Класса и отставкой Лионеля Хейвена президент Гаитянской федерации футбола Ив Жан-Барт стал исполняющим обязанности президента КФС.

### Переезд штаб-квартиры
Секретарю КФС, Энджени Канхай, был запрещён вход в офис КФС (принадлежащий Джеку Уорнеру) в Порт-оф-Спейн в связи с её показаниями комитету ФИФА по этике. Она переехала и работала в штаб-квартире КОНКАКАФ в Майами, США, за пределами сферы компетенции КФС.
Джек Уорнер в открытом письме выступил с обвинениями в заговоре:

Я также дам вам подробный отчёт о заговоре против КФС с участием одного из своих, кто тайно записал эту встречу для Чака Блейзера и был вознаграждён офисом в Майами и более высокой зарплатой, а кто в одностороннем порядке перенёс офис КФС, который находился в течение 33 лет Порт-оф-Спейн, в Майами, чтобы каждый карибский чиновник, желающий заниматься футбольными делами стран Карибского бассейна, должен был получить визу в США.

 
Гарольд Тейлор, кандидат в президенты КФС от Тринидада также усомнился в идее перевода штаб-квартиры КФС в Майами: 
Офис секретариата находится на территории, где проживает генеральный секретарь. Генеральный секретарь из Тринидада, так как вы можете держать секретариат в Майами? Это немыслимо, иметь офис КФС в Майами… слишком много членов КФС должны получить визу, чтобы поехать в Майами, и некоторые из них даже не смогут получить визы, есть, по крайней мере, один постоянный член Союза, который даже не может поехать в США, так как вы могли перенести офис в Майами.
Канхай подала в отставку с должности в декабре 2011 года: «Я с сожалением приняла это решение в такое время, в период потрясений и перемен, но в течение последних месяцев я была вынуждена столкнуться, как и все вы, с принесением эмоциональных, психологических и физических жертв.»

### Отложенное собрание
Внеочередное общее собрание КФС было назначено на 20 ноября 2011 года в Монтего-Бей, Ямайка. Четыре представителя выразили желание занять пост президента КФС. Это были дисквалифицированный Гораций Баррелл (Ямайка), Тони Джеймс (Ямайка), бывший секретарь КФС Гарольд Тейлор (Тринидад) и Гордон Деррик (Антигуа и Барбуда). Было предположено, что Ив Жан-Барт (Гаити) и Луис Фернандес (Куба) могут также выразить желание занять пост.
Были высказаны сомнения, имеет ли право дисквалифицированный Баррелл участвовать в выборах. Дисквалификация Баррелла заканчивалась 16 января 2012 года. Съезд был отложен и перенесён на 15 февраля 2012 года, после истечения срока отстранения Баррелла. Однако съезд так и не состоялся.
Гораций Баррелл, фаворит в президентской гонке, заявил, что он не собирается выставлять свою кандидатуру на пост президента КОНКАКАФ и что он предпочёл бы стать президентом КФС. Он рекомендовал на должность руководителя КОНКАКАФ президента Футбольной ассоциации Каймановых островов и своего делового партнёра, Джеффри Уэбба. В мае 2012 года на выборах президента КФС победил Гордон Деррик.

## Итоги расследования ФИФА
В 2011 году 31 член КФС был допрошен Этическим комитетом ФИФА в связи с подкупом избирателей. Генеральный секретарь и информатор Чак Блейзер также был допрошен ФИФА. Было сделано обвинение в расизме: письмо от Федерации футбола Ямайки гласило, что Блейзер рассказал карибским чиновником о расследовании и «подверг дискриминации капитана Баррелла и некоторых членов КОНКАКАФ путём презрительных слов и клеветы, все лица подверглись выпадам на расовой почве». Блейзер также сказал Барреллу, что последний не может стать вице-президентом КОНКАКАФ, так как находится под следствием ФИФА. Блейзер получил предупреждение от ФИФА, так как, когда он говорил людям, что они находятся под следствием, расследования в отношении должностных лиц КФС ещё не началось.
| Имя                 | Итог расследования                                                                          | Прим.         |
| ------------------- | ------------------------------------------------------------------------------------------- | ------------- |
| Чак Блейзер         | Предупреждение                                                                              | [ 46 ]        |
| Джек Уорнер         | Ушёл в отставку, без санкций                                                                | [ 47 ]        |
| Мохаммед бин Хаммам | Пожизненная дисквалификация                                                                 | [ 46 ]        |
| Дебби Мингуэлл      | 1 год дисквалификации                                                                       | [ 46 ]        |
| Джейсон Сильвестер  | 1 год дисквалификации                                                                       | [ 46 ]        |
| Дамьен Хьюз         | Нарушения не выявлены                                                                       | [ 48 ]        |
| Дэвид Хиндс         | Предупреждение                                                                              | [ 49 ] [ 50 ] |
| Марк Боб Форд       | Предупреждение                                                                              | [ 49 ] [ 50 ] |
| Франка Пикеринг     | 18 месяцев дисквалификации                                                                  | [ 49 ] [ 50 ] |
| Обри Либурд         | Выговор и штраф в размере 300 швейцарских франков                                           | [ 49 ] [ 50 ] |
| Дэвид Фредерик      | Ушёл в отставку, без санкций                                                                | [ 49 ] [ 50 ] |
| Осирис Гузман       | 30 дней дисквалификации (срок понижен до 15 дней) и штраф в размере 300 швейцарских франков | [ 49 ] [ 50 ] |
| Феликс Ледесма      | Нарушения не выявлены                                                                       | [ 49 ]        |
| Оливер Кампс        | Ушёл в отставку, без санкций                                                                | [ 48 ]        |
| Лионель Хавен       | Ушёл в отставку, без санкций                                                                | [ 48 ]        |
| Колин Класс         | 26 месяцев дисквалификации                                                                  | [ 34 ] [ 49 ] |
| Ноэль Адонис        | 30 дней дисквалификации и штраф в размере 300 швейцарских франков                           | [ 48 ] [ 49 ] |
| Ив Жан-Барт         | Предупреждение                                                                              | [ 49 ] [ 50 ] |
| Гораций Баррелл     | 6 месяцев дисквалификации (срок понижен до 3 месяцев)                                       | [ 50 ]        |
| Гораций Рид         | Предупреждение                                                                              | [ 50 ]        |
| Энтони Джонсон      | Выговор и штраф в размере 300 швейцарских франков                                           | [ 49 ] [ 50 ] |
| Патрик Матюрен      | Ушёл в отставку, без санкций                                                                | [ 48 ] [ 49 ] |
| Джозеф Делвес       | Ушёл в отставку, без санкций                                                                | [ 49 ] [ 50 ] |
| Иан Иполит          | 30 дней дисквалификации (срок понижен до 15 дней) и штраф в размере 300 швейцарских франков | [ 49 ] [ 50 ] |
| Ричард Гроден       | Предупреждение                                                                              | [ 49 ] [ 50 ] |
| Хилларен Фредерик   | Выговор и штраф в размере 300 швейцарских франков                                           | [ 49 ] [ 50 ] |
| Филиппе Уайт        | Нарушения не выявлены                                                                       | [ 48 ]        |
| Патрик Джон         | 2 года дисквалификации и штраф в размере 3000 швейцарских франков                           | [ 48 ]        |
| Винсент Касселл     | 60 дней дисквалификации и штраф в размере 300 швейцарских франков                           | [ 48 ]        |
| Раймонд Гуишард     | 45 дней дисквалификации и штраф в размере 300 швейцарских франков                           | [ 48 ]        |
| Тандика Хьюз        | 15 дней дисквалификации                                                                     | [ 50 ]        |
| Эвертон Гонсалвес   | 7 дней дисквалификации и штраф в размере 300 швейцарских франков                            | [ 50 ]        |
| Деррик Гордон       | Выговор и штраф в размере 300 швейцарских франков                                           | [ 50 ]        |

В июле 2012 года бывшему премьер-министру Доминики, Патрику Джону, запретили возглавлять Доминиканскую футбольную ассоциацию за участие в коррупционном скандале. Голосование проводилось Ассоциацией доминиканских футбольных клубов.

### Ответ Уорнера
В августе 2011 года Уорнер заявил, что он расценивает расследование как нападки на карибские страны и хочет задать вопрос: «Почему ФИФА атакует Карибы, почему ФИФА преследует карибское руководство?» В том же году Уорнер назвал процесс перестройки «государственным переворотом», а расследование охарактеризовал как «неэтичное» и «аморальное». Он назвал трусами членов КФС, которые работали с ФИФА. Во время своего пребывания на посту президента КФС с 1983 года Уорнер также выступал в качестве организатора, гордясь созданием единого «карибского блока» голосов. Он чувствовал, что КФС был готов «довольствоваться довольствоваться крошками со стола президента ФИФА, хотя в недавнем прошлом эти же мужчины и женщины ужинали за его столом как равные».
Одним махом Карибское футбольное руководство перечеркнуло 33-летнюю работу и проявило неуважение ко всему региону!Джек Уорнер
Уорнер назвал чиновников ФИФА высокомерными и сказал, что они будут «помыкать должным образом назначенными чиновниками как в КФС, так и в КОНКАКАФ». Он заявил, что члены КФС, подчиняющиеся ФИФА, «уничтожат целый регион из-за своих корыстных и эгоистичных мотивов».

### Апелляция бин Хаммама
29 мая 2011 года комитет ФИФА по этике временно отстранил бин Хаммама от любой связанной с футболом деятельности до получения окончательных результатов расследования обвинений в отношении предоставления взятки членам Карибского футбольного союза. Бин Хаммам сказал, что будет обжаловать решение комитета, заявив: «То, как эти дела велись, не соответствует никаким принципам справедливости». Он также написал заявление с призывом оправдать себя, а также дать подробный ответ на претензии.
23 июля 2011 года группой из пяти членов комитета ФИФА по этике под председательством Петруса Дамасеба бин Хаммам был пожизненно отстранён от всех футбольных мероприятий. После изучения докладов следователей и заслушивания показаний свидетелей, присутствовавших на сессии в мае 2011 года, комитет установил, что действия бин Хаммама нарушают этические правила организации. Участников встречи также параллельно опрашивали представители бин Хаммама. Бин Хаммам обжаловал свою дисквалификацию, его апелляция была отклонена профильным комитетом ФИФА.
Его отстранение от футбола привело к потере должности президента Азиатской футбольной конфедерации, его место на временной основе занял китаец Чжан Цзилун, позже он стал постоянным президентом АФК.
В июле 2012 года Спортивный арбитражный суд вынес решение в пользу Мохаммеда бин Хаммама, посчитав его вину недоказанной, потому что у ФИФА не было документации относительно переданных денег, и таким образом, расследование не  было завершено и не было достаточно полным, чтобы заполнить пробелы в данных. Суд добавил, что не подтверждает невиновность бин Хаммама, хотя последний заявил:
Я очень счастлив, так как я смог доказать, что все обвинения против меня были ложными и были направлены на то, чтобы очернить мою репутацию.М. бин Хаммам